# Отдел уголовных расследований
Отдел уголовных расследований (англ. Criminal Investigative Division, CID) — это подразделение при Отделении уголовных преступлений, кибербезопасности, реагирования и служб (Criminal, Cyber, Response, and Services Branch) Федерального бюро расследований. Отдел является основным подразделением ФБР, ответственным за надзор за расследованиями ФБР традиционных преступлений, таких как незаконный оборот наркотиков и насильственные преступления.
Отдел основан в 1977 году и является крупнейшим подразделением ФБР. В нем работают 4800 полевых агентов, 300 аналитиков разведки и 520 сотрудников штаба. После терактов 11 сентября 2001 года Управление было радикально реструктурировано, при этом значительная часть его ресурсов была перенаправлена в новое Управление национальной безопасности (National Security Branch) ФБР.

## Руководство
Управление, возглавляемое помощником директора ФБР, подчиняется исполнительному помощнику директора Отдела уголовных преступлений, кибербезопасности, реагирования и услуг ФБР. Нынешний помощник директора CID - Кэлвин Шиверс.

## Структура
Структура Отдела была реорганизована в 2004 финансовом году руководством ФБР, чтобы лучше отражать текущие тенденции в преступной деятельности.
- Филиал I (Филиал преступлений в области предпринимательства)
  - Глобальный отдел по транснациональной организованной преступности[7]
  - Секция насильственных преступлений
  - Секция оперативной поддержки
- Отделение II (Отделение по гражданским преступлениям)
  - Секция государственной коррупции и гражданских прав[8]
  - Отдел по финансовым преступлениям
  - Национальная секция тайных операций
- Разведывательный отдел
  - Раздел I уголовной разведки
  - Раздел II уголовной разведки[9]